# Serie Mundial de 1995
La Serie Mundial de 1995 enfrentó a los Atlanta Braves contra los Cleveland Indians, con los Braves ganando en seis juegos para capturar así su tercer Campeonato Mundial en la historia de la franquicia (junto con el de 1914 en Boston y el de 1957 en Milwaukee), convirtiéndose en la primera franquicia con tres campeonatos en tres ciudades distintas. También fue la reaparición de Cleveland en la Serie Mundial después de 41 años de ausencia y marcó la reaparición del Clásico de Otoño después de la cancelación en 1994 por la huelga de jugadores.

## Resumen
NL Atlanta Braves (4) vs AL Cleveland Indians (2)
| Juego | Marcador                                               | Fecha         | Lugar                         | Público |
| ----- | ------------------------------------------------------ | ------------- | ----------------------------- | ------- |
| 1     | Cleveland Indians - 2, Atlanta Braves - 3              | 21 de octubre | Atlanta-Fulton County Stadium | 51,876  |
| 2     | Cleveland Indians - 3, Atlanta Braves - 4              | 22 de octubre | Atlanta-Fulton County Stadium | 51,877  |
| 3     | Atlanta Braves - 6, Cleveland Indians - 7 (11 innings) | 24 de octubre | Jacobs Field                  | 43,584  |
| 4     | Atlanta Braves - 5, Cleveland Indians - 2              | 25 de octubre | Jacobs Field                  | 43,578  |
| 5     | Atlanta Braves - 4, Cleveland Indians - 5              | 26 de octubre | Jacobs Field                  | 43,595  |
| 6     | Cleveland Indians - 0, Atlanta Braves - 1              | 28 de octubre | Atlanta-Fulton County Stadium | 51,875  |

## Desarrollo

### Juego 1
Sábado, 21 de octubre de 1995 en el Atlanta-Fulton County Stadium en Atlanta, Georgia
| Equipo    | 1 | 2 | 3 | 4 | 5 | 6 | 7 | 8 | 9 | C | H | E |
| --------- | - | - | - | - | - | - | - | - | - | - | - | - |
| Cleveland | 1 | 0 | 0 | 0 | 0 | 0 | 0 | 0 | 1 | 2 | 2 | 0 |
| Atlanta   | 0 | 1 | 0 | 0 | 0 | 0 | 2 | 0 | X | 3 | 3 | 2 |

LG: Greg Maddux (1-0)  LP: Orel Hershiser (0-1)  
HRs:  ATL – Fred McGriff (1)
El as de Atlanta Greg Maddux pichó un juego completo en el que solo le conectaron dos imparables, para así lograr la victoria en su primera aparición de Serie Mundial.
Los Indianas anotaron en la primera entrada cuando Kenny Lofton se embasó en error, se robó la segunda y tercer base y anotó en una rola de Carlos Baerga. En la baja de la segunda entrada, Fred McGriff conectó un largo cuadrangular en el primer lanzamiento que vio en una Serie Mundial siendo lanzador Orel Hershiser para empatar el marcador a 1–1. Ambos lanzadores dominaron el encuentro hasta el séptimo inning cuando Hershiser y los relevistas de Cleveland dieron bases por bola a los primeros tres Braves que batearon ese inning. Los Braves tomaron el liderato 3–1 después de que Luis Polonia impulsara una carrera en un out forzado y Rafael Belliard hiciera un squeeze play perfecto. Los Indios anotaron una carrera en la novena para acercarse a solo una carrera, pero Baerga elevó de foul a la tercera base, Chipper Jones atrapó la pelota cerca del dugout visitante para terminar el juego.

### Juego 2
Domingo, 22 de octubre de 1995 en el Atlanta-Fulton County Stadium en Atlanta, Georgia
| Equipo    | 1 | 2 | 3 | 4 | 5 | 6 | 7 | 8 | 9 | C | H | E |
| --------- | - | - | - | - | - | - | - | - | - | - | - | - |
| Cleveland | 0 | 2 | 0 | 0 | 0 | 0 | 1 | 0 | 0 | 3 | 6 | 2 |
| Atlanta   | 0 | 0 | 2 | 0 | 0 | 2 | 0 | 0 | X | 4 | 8 | 2 |

LG: Tom Glavine (1-0)  LP: Dennis Martínez (0-1)  SV: Mark Wohlers (1)  
HRs:  CLE – Eddie Murray (1)  ATL – Javy López (1)
El abridor número dos de Atlanta Tom Glavine obtuvo la victoria en el juego 2, ayudado por el cuadrangular del cácher Javy López en la sexta entrada. Los Indians habían tomado el liderato temprano 2–0 liderados por el cuadrangular de Eddie Murray, pero los Braves empataron en el tercer episodio. López le conectó el cuadrangular en el sexto episodio al abridor de Cleveland Dennis Martínez. El relevo de Atlanta mantuvo el liderato en las últimas entradas y Mark Wohlers obtuvo el salvamento. Los Braves tomaron el liderato en la serie 2–0, su mejor inicio en Serie Mundial en lo que iba de la década.

### Juego 3
Martes, 24 de octubre de 1995 en el Jacobs Field en Cleveland, Ohio
| Equipo    | 1 | 2 | 3 | 4 | 5 | 6 | 7 | 8 | 9 | 10 | 11 | C | H  | E |
| --------- | - | - | - | - | - | - | - | - | - | -- | -- | - | -- | - |
| Atlanta   | 1 | 0 | 0 | 0 | 0 | 1 | 1 | 3 | 0 | 0  | 0  | 6 | 12 | 1 |
| Cleveland | 2 | 0 | 2 | 0 | 0 | 0 | 1 | 1 | 0 | 0  | 1  | 7 | 12 | 2 |

LG: José Mesa (1-0)  LP: Alejandro Peña (0-1)  
HRs:  ATL – Fred McGriff (2), Ryan Klesko (1)
Con la Serie Mundial mudándose al Jacobs Field en Cleveland, los Indians obtuvieron su primer triunfo. La ofensiva de los Indians volvió a encarrilarse a costa del abridor de Atlanta John Smoltz. Con la Tribu abajo en el marcador 1–0, en la baja de la primera Lofton conectó un sencillo al jardín central y anotó en un triple de Omar Vizquel al jardín derecho, Omar anotó después en un rola de Baerga. En el tercero los Indians volvieron a atacar cuando Lofton abrió el episodio con un doble entre el jardín derecho y central, después Omar se embaso en un toque de sacrificio que fue sencillo y Baerga conectó una línea de hit al jardín izquierdo para impulsar a Lofton, Albert Belle conectó una rola para impulsar a Vizquel para poner el juego 4–1, los Braves escaparon de la amenaza cuando el relevista Brad Clontz indujo una rola para doble play de Manny Ramírez. Cuadrangulares solitarios de Fred McGriff y Ryan Klesko pusieron el juego 4–3. Cleveland anotó otra carrera en el séptimo episodio con otro hit impulsor de Baerga en el cual Lofton anotó (Lofton se embasaría en sus seis apariciones al plato). Con el juego 5–3 empezando el octavo, Cleveland se metió en problemas Charles Nagy y el relevo perdió la ventaja. Marquis Grissom inició el episodio con un doble, Polonia impulsó a Grissom con hit al jardín derecho, así mandando a Nagy a las regaderas. Chipper Jones recibió una base por bolas, McGriff conectó un elevado profundo moviendo una base a los corredores y David Justice se embasó cuando Baerga fildeo mal su batazo, permitiendo después anotar a Polonia la carrera del empate, momentos después Mike Devereaux conectó un imparable que le dio la ventaja a los Braves 6–. Los Braves tampoco pudieron mantener la ventaja y Sandy Alomar, Jr. bateó el doble que empató el partido por la línea de primera base en la baja del octavo. Los dos cerradores, Mark Wohlers y José Mesa lanzador las siguientes dos entradas sin permitir carreras. En la entrada 11 los Braves pusieron en el montículo a Alejandro Pena. Baerga conectó un doble y después de una base por bolas intencional a Belle, el veterano Eddie Murray conectó un imparable al jardín central con el que impulsó al corredor emergente Álvaro Espinoza, así cortando el liderato de Atlanta en la Serie Mundial a solo un juego.

### Juego 4
Miércoles, 25 de octubre de 1995 en el Jacobs Field en Cleveland, Ohio
| Equipo    | 1 | 2 | 3 | 4 | 5 | 6 | 7 | 8 | 9 | C | H  | E |
| --------- | - | - | - | - | - | - | - | - | - | - | -- | - |
| Atlanta   | 0 | 0 | 0 | 0 | 0 | 1 | 3 | 0 | 1 | 5 | 11 | 1 |
| Cleveland | 0 | 0 | 0 | 0 | 0 | 1 | 0 | 0 | 1 | 2 | 6  | 0 |

LG: Steve Avery (1-0)  LP: Ken Hill (0-1)  SV: Pedro Borbón, Jr. (1)  
HRs:  ATL – Ryan Klesko (2)  CLE – Albert Belle (1), Manny Ramírez (1)
El entrenador de los Braves Bobby Cox en una movida controversial decidió que el abridor fuera el zurdo Steve Avery en lugar de Greg Maddux. El joven jardinero de los Braves Ryan Klesko conectó un cuadrangular en el sexto inning dando el liderato a Atlanta. Avery pudo lanzar seis buenas entradas recibiendo solamente un cuadrangular en el sexto episodio de Albert Belle. Los Braves rompieron el empate con un rally de tres carreras en la séptima entrada, con David Justice impulsando dos de las carreras con un sencillo. Un doble productor de una carrera de Javy López dio la ventaja necesaria poniendo el juego 5–1. El relevista Pedro Borbón, Jr. obtuvo el salvamento, después de que Mark Wohlers se metió en problemas poniendo el juego 5–2, los Braves se pusieron a una victoria del título.

### Juego 5
Jueves, 26 de octubre de 1995 en el Jacobs Field en Cleveland, Ohio
| Equipo    | 1 | 2 | 3 | 4 | 5 | 6 | 7 | 8 | 9 | C | H | E |
| --------- | - | - | - | - | - | - | - | - | - | - | - | - |
| Atlanta   | 0 | 0 | 0 | 1 | 1 | 0 | 0 | 0 | 2 | 4 | 7 | 0 |
| Cleveland | 2 | 0 | 0 | 0 | 0 | 2 | 0 | 1 | X | 5 | 8 | 1 |

LG: Orel Hershiser (1-1)  LP: Greg Maddux (1-1)  SV: José Mesa (1)  
HRs:  ATL – Luis Polonia (1), Ryan Klesko (3)  CLE – Albert Belle (2), Jim Thome (1)
Parecía una situación perfecta para que Atlanta se hiciera con el título, con Greg Maddux en la lomita, pero Albert Belle conectó un cuadrangular de dos carreras en la primera entrada. La alineación de los Braves fue contenida por el veterano Orel Hershiser que lanzó ocho entradas permitiendo dos carreras. Atlanta empató el juego a 2–2 con imparable dentro del cuadro impulsor de carreras de Marquis Grissom en el quinto, pero Cleveland obtuvo dos carreras más de Maddux poniendo el juego 4–2. Jim Thome impulsó una carrera más en la octava, la cual fue muy valiosa ya que Ryan Klesko conectó un cuadrangular por tercer juego consecutivo reduciendo la ventaja de Clevelan a solo una carrera 5–4. Klesko se convirtió en el primer jugador en batear cuadrangulares en tres juegos consecutivos de visitante en Serie Mundial, conectado cuadrangules en los juegos 3, 4 y 5. Esta victoria le dio a Cleveland la esperanza de otro colapso de los Bravos en la Serie Mundial y mandó de regreso la serie a Atlanta.

### Juego 6
Sábado, 28 de octubre de 1995 en el Atlanta-Fulton County Stadium en Atlanta, Georgia
| Equipo    | 1 | 2 | 3 | 4 | 5 | 6 | 7 | 8 | 9 | C | H | E |
| --------- | - | - | - | - | - | - | - | - | - | - | - | - |
| Cleveland | 0 | 0 | 0 | 0 | 0 | 0 | 0 | 0 | 0 | 0 | 1 | 1 |
| Atlanta   | 0 | 0 | 0 | 0 | 0 | 1 | 0 | 0 | X | 1 | 6 | 0 |

LG: Tom Glavine (2-0)  LP: Jim Poole (0-1)  SV: Mark Wohlers (2)  
HRs:  ATL – David Justice (1)
La controversia apareció la mañana del sexto juego cuando los periódicos de Atlanta plubicaron la noticia de que el jardinero derecho de los Braves, David Justice había reclamado a los aficionados de la ciudad la falta de apoyo como en las temporadas anteriores. Justice, que no había estado bateando bien en la postemporada fue abucheado por los aficionados antes del juego, pero cuando en la sexta entrada conectó el cuadrangular que rompió el empate a cero, se convirtió en un héroe. Tom Glavine lanzó ocho entradas permitiendo un solo imparable (apenas el quinto partido en la historia de la Serie Mundial de un hit) que le ayudó a ganar el premio al más valioso en la Serie Mundial. El único imparable fue conectado por el cathcer Tony Peña en la sexta entrada. El cerrador Mark Wohlers lanzó el noveno episodio, preservando la ventaja 1–0,.
En 1995, los Cleveland Indians batearon como equipo .291, lideraron la liga en carreras anotadas, imparables y bases robadas, también tuvieron ocho bateadores con promedio de .300 o mejor en su alineación. Sin embargo, la Tribu solo bateo para .179 de promedio en la Serie Mundial.
|                                                        |
| Campeón de las Grandes Ligas Atlanta Braves 3.º título |

## Jugador Más Valioso
| Jugador     | Equipo | L | J | JI | ERA  | G | P | S | JC | IL | H | CL | BB | P  |
| Tom Glavine | ATL    | N | 2 | 2  | 1.79 | 2 | 0 | 0 | 0  | 14 | 4 | 2  | 6  | 11 |

L: Liga J: Juegos JI: Juegos Iniciados ERA: Porcentaje de carreras limpias permitidas G: Juegos Ganados P: Juegos Perdidos S: Juegos Salvados JC: Juegos Completados IL: Innings Lanzados H: Hits CL: Carreras Limpias BB: Bases por Bolas P: Ponches